# Noc dlouhých nožů
Noc dlouhých nožů je označení Hitlerem nařízené čistky v Německu, která probíhala od 30. června do 2. července 1934. Sami nacisté čistku označovali jako Röhmův puč (Röhm-Putsch) a v době plánování operace Kolibřík (Unternehmen Kolibri). 

## Průběh
Hlavním cílem bylo eliminovat mocnou SA a jejího příliš ambiciózního vůdce Ernsta Röhma, který byl po zatčení bez soudu zastřelen 1. července. Iniciátory čistky byli Himmler, Goebbels a Göring, Hitler vydal příkaz až po delším váhání. Povražděn byl zejména velitelský sbor SA a někteří významní konzervativci, jako byl bývalý kancléř Kurt von Schleicher a exministr obrany generál Ferdinand von Bredow.
Pověření nacisté, hlavně příslušníci SS, potom vraždili až do 2. července po celém území Třetí říše, především však v mnichovské věznici Stadelheim a v kasárnách berlínských SS v Lichterfelde. Jmenovitě je známo asi 90 obětí a předpokládá se, že celkový počet byl nejméně dvojnásobný.

## Politický výsledek
Nacistická propaganda akci odůvodňovala tím, že Ernst Röhm, velitel SA, připravoval puč, kterým by svrhl Hitlera. Proto také razila označení Röhmův puč. Hitler s Göringem však čistku připravovali již delší dobu a hlavním důvodem byly ideologické rozdíly mezi nimi a Röhmem jakož i napětí mezi SA a dalšími částmi NSDAP.
Armáda se 1. července připojila na Hitlerovu stranu, stejně tak učinil téhož dne president Hindenburg. Zákonem z 3. července si Hitler nechal potvrdit legalitu akce a veřejně prohlásil, že se jednalo o nutný zásah proti zrádcům.
Po noci dlouhých nožů ztratila SA politický význam a naopak SS se osamostatnila a získala důležitou roli. Veřejná vražda významných osobností také přispěla k zastrašení společnosti a upevnění Hitlerovy moci.

## Inspirace v umění
Noc dlouhých nožů tvoří historické pozadí filmu Luchina Viscontiho Soumrak bohů (La caduta degli dei, 1969).